# پوتکاقوچا
پوتکاقوچا (به اسپانیایی: Putkaqucha) یک کوه در پرو است که در Peru, Junín Region واقع شده‌است. پوتکاقوچا ۵٬۲۳۶ متر بالاتر از سطح دریا واقع شده‌است.